# Alfonso Failla
Alfonso Failla (Siracusa, 1906 – Carrara, 1986) è stato un politico e anarchico italiano.

## Biografia
Nato dai coniugi Marianna Valentino e Angelo Failla, e fratello di altri quindici figli, Alfonso Failla fu un Anarchico e antifascista militante combattente, compagno di lotta di Umberto Marzocchi, Emilio Canzi, ed Armando Borghi, subito dopo la Liberazione, nel 1945, fu nominato presidente della Federazione Comunista Libertaria dell'Alta Italia durante il Congresso Nazionale di Carrara che si svolse dal 15 al 19 settembre 1945.
Conseguentemente alle riunioni di riorganizzazione, Alfonso Failla fu tra i costituenti della FAI. Resterà poi su posizioni anarchiche negli anni cinquanta, durante il periodo della riorganizzazione della sinistra libertaria e comunista e delle scissioni dei Gruppi Anarchici di Azione Proletaria che saranno poi una matrice di Lotta Comunista. Negli anni settanta, infine, la visione libertaria dello sviluppo sociale del Failla, si attesta anche su posizioni pacifiste e, assieme a Carlo Cassola, sarà lui a dare vita alla Lega per il Disarmo Unilaterale dell'Italia.

## Dal carcere alla Resistenza
La ricostruzione di questa importante fase storica è stata possibile soprattutto tramite la stessa testimonianza di Failla, confinato per antifascismo a Ventotene, che descrive gli avvenimenti sia da un punto di vista cronologico che analitico relativamente al periodo storico e alle vicissitudini politiche. Tale analisi è comparsa come lungo articolo su “L'Agitazione del Sud”. Parecchi anarchici del suo gruppo, o comunque detenuti insieme a lui, saranno protagonisti sia della Resistenza che delle lotte operaie degli anni cinquanta. La testimonianza di Failla, che ha un valore intrinseco perché attesta le disparità di trattamento fra gli antifascisti di altra ideologia e quelli di fede anarchica nonché le angherie ed i rischi patiti a fascismo già caduto, assume ulteriore importanza perché dimostra come, nonostante gli anni di confino, le vicissitudini della guerra di Spagna e il carcere fascista, gli anarchici non si persero mai d'animo e continuarono a progettare la riorganizzazione e la ripresa della lotta appena liberi.

### La partenza da Ventotene
Dopo la chiusura del confino di Ventotene, i primi detenuti posti in libertà furono quelli non compromessi con le idee comuniste, socialiste o anarchiche; questi ultimi, infatti, rimasero ancora temporaneamente a Ventotene. Successivamente, quando Pietro Badoglio fece entrare nel governo Giovanni Roveda, comunista e Bruno Buozzi, socialista, i due imposero immediatamente la liberazione dei compagni di partito ancora confinati ma non spinsero per la liberazione degli anarchici, dei nazionalisti sloveni e dei partigiani jugoslavi. Molti sostengono che questo fatto provocò la rottura del fronte antifascista, che nonostante le enormi divisioni teoriche aveva sempre dimostrato eccezionale solidarietà sia in carcere che al confino, e ancora oggi è oggetto di dure discussioni.
Diversi militanti di partiti della sinistra tentarono di rifiutarsi di partire senza i compagni anarchici e jugoslavi ma non riuscirono nel proprio intento. Successivamente anche i prigionieri rimasti abbandonarono Ventotene ma solo per essere trasportati nel campo di Renicci, ad Arezzo. Insieme a loro a Renicci furono portati i partigiani jugoslavi e molti minorenni, che in parte moriranno a causa dello scarso vitto fornito ai detenuti nel campo. Failla ricorda come dopo la partenza gli anarchici salutarono gridando l'ardito Gino Lucetti, segregato nell'Isola di Santo Stefano, passando con la nave davanti al luogo in cui era detenuto, annota alcuni tentativi di fuga non riusciti e testimonia la solidarietà della popolazione aretina che si esprimeva nelle soste del viaggio. Durante una di queste soste Enrico Zambonini rifiutò di proseguire e venne direttamente portato in carcere e in seguito fucilato dai nazifascisti. A lui venne dedicato un distaccamento "Garibaldi" a Reggio Emilia

### L'arrivo al campo e l'inizio delle proteste
All'arrivo al campo i detenuti si scontrarono subito con le autorità e furono chiusi in segregazione e gli anarchici, guidati tra gli altri proprio da Failla, furono l'anima della protesta e degli scontri con poliziotti e carabinieri. La protesta che proseguirà durante tutto il periodo di internamento a Renicci incominciò alla stazione di Anghiari quando due anarchici, Marcello Bianconi e Arturo Messinese, essendosi accorti che poliziotti e carabinieri stavano mettendo il colpo in canna ai fucili, li invitarono vivacemente a sparare e farla finita. Appena giunti al campo vengono quindi posti in isolamento ma il gruppo di Failla, formato in gran parte da reduci della guerra di Spagna e dei carceri fascisti e quindi ben addestrato alla difficoltà, non si fa intimidire e protesta animatamente.
Il capo del campo, colonnello Pistone, per evitare ulteriori scontri fisici concede il permesso che i gruppi sistemati in vari alloggiamenti del campo si possano incontrare liberamente, nel contempo Emilio Canzi frena i militanti anarchici per evitare che arrivino allo scontro debilitati da una rigida prigionia. In questo periodo lo stesso Canzi incomincia ad ragionare coi compagni sugli sviluppi della lotta di Resistenza nel piacentino.

### La ritrovata libertà e la Resistenza
Le intimidazioni per voler imporre il comando assoluto ed il regime militare duro agli anarchici continuano con raffiche di mitragliatrice a salve nei momenti cruciali della protesta. Venne infine deciso di ricondurre il gruppo di Failla ad Arezzo malgrado questi facciano notare ai militari che ciò avrebbe significato farli fucilare dai nazisti che controllavano la città. Risolutorio fu l'intervento dell'ufficiale accompagnatore, l'alpino tenente Rouep, che pur essendo ancora vicino al fascismo non era convinto che il gruppo dovesse cadere in mano nazista e quindi a pochi chilometri da Arezzo bloccò il trasferimento e rimise tutti in libertà.
Successivamente alcuni di questi anarchici, come Emilio Canzi e Mario Perelli raggiungeranno con sforzi e fatica le bande partigiane per organizzare e proseguire la lotta contro i nazifascisti, mentre altri saranno catturati e fucilati. Alcuni si unirono alla Resistenza in Valdarno, collaborando con i CLN locali. Nello specifico della Valtiberina è ben conosciuto Beppone Livi, nome di battaglia "Unico" ed agente di collegamento fra le Bande Partigiane chiamate Bande Esterne e i CLN aretino e toscano, il Livi già dall'ottobre del 1943, assieme ad Angiola Crociani, la moglie, si occupò del sostentamento di 300 circa slavi evasi ed armati che trovarono rifugio nella zona boscosa di Ponte alla Piera e di Pieve Santo Stefano.
Alfonso Failla, in particolare, combatterà nella Resistenza in Toscana, Liguria e Lombardia.La città di Siracusa ha omaggiato il suo figlio illustre dedicandogli una strada.